# Sherry Argov
Sherry Argov (5 novembre 1977 ...) è una scrittrice statunitense.
Autrice del libro Falli Soffrire (Why Men Love Bitches), La Magnifica Stronza - Perché gli uomini sposano le stronze (Why Men Marry Bitches), un lavoro pubblicato in più di trenta riviste, incluse Cosmopolitan, Vanity Fair, GQ, Self, Glamour, US Weekly e People.